# Eva Šlosárová
Eva Šlosárová, umělecké jméno Evelyn Schloss (21. října 1953 Nové Město na Moravě – 6. května 2014 Praha) byla fotomodelka Jana Saudka, herečka, umělecká maskérka Československé televize a spoluautorka množství fotografií, děl filmové a divadelní tvorby.

## Život
Po rozvodu jejích rodičů vychovávala Evu nejdříve její babička, pak byla umístěna k výchově k cizím lidem, kde uvažovala o sebevraždě. Nastoupila do učiliště obor kadeřník/kadeřnice v Mělníce.
Z druhého manželství její matky má dva sourozence, Pavla a Vladimíra. Z druhého manželství jejího otce má bratra Romana a nevlastního bratra Ľubomíra. V roce 1977 se jí narodila dcera Andrea.
Jako herečka v amatérském souboru ztvárnila osoby různých charakterových rolí. Působila v hudební skupině Galaxie, jako umělecká maskérka v Československé televizi. Tam se seznámila s Milošem Macourkem, který ji představil kreslíře Káju Saudka, a přes něj poznala jeho bratra Jana Saudka a stala se jeho spolupracovnicí a fotomodelkou.
| „ | Byla to láska na první pohled. Naše první rande se odehrálo u Národního divadla. Dodnes vidím, jak Jan přijel v bílém autě, sám byl v bílém a já, představte si, také. Bylo to jako naše zasnoubení. | “ |

 Od té doby mezi nimi trvalo vzácné, dlouhé pouto."

## Vzdělání a profesní spolupráce
- Maskérka, kadeřnice
  - Umělecká maskérka Československé televize
- Modelka Káji Saudka
  - Fotomodelka Jana Saudka a spoluautorka některých jeho fotografií
- Maskérka a autorka masek muzikálu Dracula z autorské dílny Karla Svobody a Zdeňka Borovce
- Maskérka televizních a celovečerních filmů
- Herečka

## Filmy
- Kanárská spojka
- Městečko
- Cabriolet
- Vyhnání z ráje
- Cesta pustým lesem
- Rychlé pohyby očí
- Dvě z policejní brašny
- Lady Macbeth von Mzensk

## Muzikály
- Sny svatojánských nocí – Zdeněk Merta
- Dracula – Karel Svoboda, Zdeněk Borovec a Richard Hes